# Dawid Dryja
Dawid Dryja (Jasło, 27 de junho de 1992) é um jogador de voleibol polonês que atua na posição de central. 

## Carreira

### Clube
Dryja inicou sua carreira profissional na equipe federal do SMS PZPS Spała, pela terceira divisão polonesa, de 2008 a 2011. Nas três temporadas seguintes atuou no Asseco Resovia Rzeszów, AZS Politechnika Warszawska e no Effector Kielce, respectivamente.
Em 2014, o central retornou ao clube do Asseco Resovia, por onde conquistou o título do Campeonato Polonês da temporada, além do vice-campeonato da Liga dos Campeões de 2014–15, após ser superado na final pela equipe russa do Zenit Kazan.
Após atuar por cinco temporadas no clube da cidade Rzeszów, Dryja transferiu-se para a equipe do MKS Będzin para disputar a temporada 2019–20. Ao término do contrato, o central foi anunciado como o novo reforço do Cerrad Enea Czarni Radom, terminando a temporada da PlusLiga de 2020–21 na 12ª colocação.
Em junho de 2021, Dryja reforçou o elenco do Jastrzębski Węgiel. Com a nova equipe, Dryja conquistou em sua temporada de estreia a Supercopa Polonesa de 2021.

### Seleção
Vestindo a camisa da seleção polonesa, Dryja conquistou o ouro no Festival Olímpico Europeu da Juventude de 2009, e a medalha de bronze na Liga Europeia de 2015.

## Títulos
Asseco Resovia
- Campeonato Polonês: 2014–15

Jastrzębski Węgiel
- Campeonato Polonês: 2022–23
- Supercopa Polonesa: 2021, 2022

Seleção Polonesa
- Festival Olímpico Europeu da Juventude: 2009

## Clubes
| Anos      | Clube                       |
| --------- | --------------------------- |
| 2011–2012 | Asseco Resovia Rzeszów      |
| 2012–2013 | AZS Politechnika Warszawska |
| 2013–2014 | Effector Kielce             |
| 2014–2019 | Asseco Resovia Rzeszów      |
| 2019–2020 | MKS Będzin                  |
| 2020–2021 | Cerrad Enea Czarni Radom    |
| 2021–     | Jastrzębski Węgiel          |